# Johan Lorentz Aschan
Johan Lorentz Aschan (* 26. Juni 1772 in Eksjö; † 20. Mai 1856 in Lessebo) war ein schwedischer Unternehmer.

## Leben
Aschan wurde als Sohn eines Direktors geboren. In Uppsala genoss er eine Ausbildung zum Arzt. Von 1789 bis 1790 leistete er Militärdienst. 1794 wurde er Arzt in der schwedischen Flotte. 1797 nahm er eine Stelle als Provinzarzt in Nora und Lindesberg an. 1801 heiratete er Catarine Nilsson, die Tochter des Hüttenbesitzers Nils  Nilsson in Närke. Unterstützt durch das Erbe seiner Frau erwarb er die Lessebo Eisen- und Papierfabrik. Bereits 1803 wurde er jedoch Regimentsarzt bei den Småländischen leichten Dragonern und lebte in Småland. 1812 wurde er kurzzeitig Provinzarzt auf Öland. Diese Anstellung kündigte er jedoch noch im gleichen Jahr, da er sich wieder auf seine Geschäftstätigkeit konzentrieren wollte. 1814 wurde er zum Bergrat ernannt.
1824 erwarb Aschan das Bergwerk Kleva gruva, welches er 1838 erfolgreich von Kupfer auf Nickelförderung umstellte. Darüber hinaus gehörten ihm mehrere Eisenwerke und Schmelzöfen sowie sechs Papierfabriken. Er lebte in Lessebo. Im Jahr 1853 wurde er Mitglied der Wissenschaftlichen Akademie.
Aschan engagierte sich in der Anti-Alkohol-Bewegung. Angebote ihm insbesondere für seinen Erfolg im Nickelabbau Platz und Stimme im Schwedischen Ritterhaus zu gewähren, lehnte er zweimal mit der Begründung ab, nur Arbeit könne einen Mann adeln.